# Стрэссмен, Марша
Марша Стрэссмен (англ. Marcia Strassman, 28 апреля 1948, Нью-Йорк — 25 октября 2014, Лос-Анджелес) — американская актриса.
Стрэссмен добилась известности благодаря роли в комедийном телесериале «Добро пожаловать назад, Коттер», в котором снималась с 1975 по 1979 год. Она сыграла более шестидесяти ролей на экране, но пожалуй, наиболее известна по своей роли Дайан Зелински в классическом семейном кинофильме 1989 года «Дорогая, я уменьшил детей» и его сиквелах «Дорогая, я увеличил ребёнка» (1992) и «Дорогая, я уменьшил пришельца» (1996). Прежде чем начать карьеру на экране, Стрэссмен выступала на бродвейской сцене, а в конце шестидесятых была певицей и выпустила несколько синглов.
Стрэссмен скончалась от рака груди в октябре 2014 года в возрасте 66 лет.

## Фильмография
- 1972—1973 — МЭШ
- 1975—1979 — Добро пожаловать назад, Коттер / Welcome Back, Kotter
- 1982 — Суп на одного / Soup for One
- 1985 — Авиатор / The Aviator
- 1989 — Дорогая, я уменьшил детей / Honey, I Shrunk The Kids
- 1991 — Поспешное бегство / Fast Getaway
- 1991 — Ньюмен, человек будущего / And You Thought Your Parents Were Weird
- 1992 — Дорогая, я увеличил ребёнка / Honey, I Blew Up The Kid
- 1993 — Ещё одна слежка / Another Stakeout
- 1996 — Дорогая, я уменьшил пришельца / Earth Minus Zero
- 2001—2002 — Провиденс / Providence
- 2003 — Дрожь / Tremors
- 2005 — Рикер / Reeker